# Ширукдух I
Ширукдух I (д/н — бл. 1772 до н. е.) — суккуль-мах (верховний володар) Еламу близько 1800—1772 роках до н. е.

## Життєпис
Був сином сестри суккуль-маха Шілхахи, ім'я якої невідомо. Знана лише за титулом амма хаштук («милостива матір»). Спочатку був суккалем Суз, згодом післясмеріт офіційного спадкоємцем і свого брата Аттахушу став суккалем Еламу і Симашкі.
Після смерті Шліхахи близько 1800 року до н. е. став верховним володарем. При значив свого брата Шимут-варташа суккалем Еламу і Симашкі, але оскільки не мав синів залишив посаду суккаля Суз вільною. Зрештою призначив на неї свою матір. після смерті останнього призначив суккалем свого небажа Сіве-палар-хуппака.
Наприкінці 1790-х років до н. е. стикнувся з амбіціями вавилонського царя Хаммурапі. Спочатку протистояв тому разом з племенами гутіїв. Намагався створити антивавилонську коаліцію у складі царства Марі і Катна. Зрештою уклав союз з Дадушою, царем Ешнунни. Допомагав тому підкорити мітсо-державу Рапікум. Подальшепротистояння з Хаммурапі було невдалим. Зрештою суккуль-мах зосередився на внутрішніх справах. Помер Ширукдух I близько 1772 року до н.е.. Йому спадкував Шимут-варташ.